# ハドラー (ダイの大冒険)
ハドラーは、三条陸（原作）と稲田浩司（作画）による漫画『DRAGON QUEST -ダイの大冒険-』、およびそれを原作とするスピンオフ漫画、アニメ、ゲームに登場する架空の人物。
アニメでの声優は青野武（1991年版）、関智一（2020年版）。

## キャラクター概要
物語開始の時点では魔王軍の魔軍司令として登場。かつては魔王ハドラーと呼ばれ、自身の軍勢を率いて地上の平和を脅かした。その後勇者アバンに倒されるも、大魔王バーンの手により六大軍団を統括する魔王軍の司令官として復活を遂げ、ダイを始めとするアバンの使徒たちと死闘を繰り広げる。その戦いの中、彼らを倒すことに自分の全てを賭けるだけの意義を見出し、最終的には魔族の体を捨てて超魔生物となるに至った（後述）。
名前の由来は怪物のhydraから。原作者いわく「蛇のような残酷な目の男」という意味。初登場時の風貌は、竜王に似たものとなっている。週刊少年ジャンプ連載中に日本球界入りしたレックス・ハドラー（Rex Allen Hudler）について、原作者は当時の週刊少年ジャンプの後書き欄にて、「本当にこんな名前のプロ野球選手がいるなんて…」と驚いていた。
青い肌に加えて尖った耳や牙、鋭い爪などに魔族としての身体的特徴を見ることができる。体内に二つの心臓を持ち、片方を潰された程度では死なず、戦い続けることも可能。また、左目側に黒いあざがあり、バーンにより肉体を強化されるたびに、それは大きくなっている。
本編ではアバンと出会う前は描かれなかったが、スピンオフの回想では魔界の出であることが明確にされ魔界の強豪モンスターたちが束になってもかなわず一人で壊滅させるなどその時から強者であることが描かれた。またこの頃は地上に繋がる入り口を探しており魔王になろうと思ったのは魔界の酷い暮らしに不満を持っていたためより良い環境を求めて地上を征服しようと思ったことが明かされた。

## 人物
一人称は「俺」、バーンと対面しているときに稀に「私」を使う。かつては魔王の名に相応しい極悪非道の人物で、人間を家畜以下の存在と見下し、虐殺することも何とも思っていなかった。戦場においては自らも先陣を切って出陣し、ザボエラのように自分は安全な場所にいて部下のみを危険な目に遭わせるなどといったことは好まない。アバンは魔王時代のハドラーを「残酷で、人間に酷いことをしていたがまだ自分の手で行なっていた。戦士としての誇りがあり、最低限の戦いのルールは遵守していた」、ポップやクロコダインは「残酷だが卑怯じゃない」「ほめられた人格ではないが酷い策謀家でもない、力押しで来る」と評しており、正々堂々と戦う点では敵方からも一定の評価を受けている。強敵との戦闘においても一対一の戦いを好み、魔王時代はアバンと何度も一騎討ちを行っている。新魔王軍においては、大魔王バーンや食わせ物揃いの幹部を前にしたために自らの地位に執着するようになり、バランとダイを出会わないように画策するなどの策を弄するようになるが、アバンを1人で倒しに来たり、ヒュンケルとの戦いでも一騎打ちを展開したりと、戦士としての誇りは持ち続けている。
部下に対しては、自分を裏切って勇者に門を潜らせたバルトスを制裁として処刑するなど失態を犯した者には容赦ない。一方で、働きの良い者は相応に厚遇しており、ブラスに魔法の筒を託したり、先のバルトスもヒュンケルを育てるという酔狂を黙認したりと、組織の長としての器量と矜持もそれなりに持っている。魔軍司令時代は、ヒュンケルから皮肉を言われても怒りを抑えたり、バーンがヒュンケルをダイ打倒に向かわせたために他の軍団長に無駄足を踏ませてしまったことを詫びたりと、味方に対しては丁寧な態度で振舞っている。しかし、ヒュンケルから露骨に反抗的な態度をとられたり、バルジ島で戦死した際にフレイザードから嘲られたりと、あまり人望はなかった。六大軍団の崩壊後は本人の心境の変化もあって部下の親衛騎団から厚い忠誠を誓われており、ハドラーも彼らを信頼するとともに、六大軍団は最強のメンバーだったが自分が野望と保身しか考えていなかったせいで、ダイたちに勝てなかったと魔軍司令時代を反省している。また、ザボエラの処罰を息子のザムザの功績と死に免じて減刑したり、親衛騎団が全員敗れたことを知ってなお「よくやってくれた」と彼らを称えたりと、主のバーンとは違い殉職した部下に対しても感謝や敬意を示している。
指揮官としては、基本的には騙し討ちなどの策略は使わず、相手を上回る戦力を投入しての正攻法を用いる。ただし、魔王時代にはアバンを倒すためにキラーマシーンを開発したり、魔軍司令としても奸智と技術を得意とするザボエラを登用して力を借りるなど、必ずしも正攻法だけに固執せず、有効と見れば謀略や兵器も採用する柔軟さも持っている。人間を見下してはいるが、実力を過小評価するようなことはなく、ダイの存在と脅威を認識して、すぐに軍団長に打倒を命じたり、レオナが開催したサミットを警戒して、ミストバーンに襲撃を依頼したり、危機に陥った場合も余力があるうちに撤退したりと、戦い方は慎重である。しかし人間の絆や成長力は読み切れないことも多く、最初は実力で優位に立ちながらも、予想外の救援に戦局を覆されたり、思わぬ抵抗に遭って動揺したために勝機を逃すこともあった。
ダイ達との交戦の度に敗北を喫した末、「己の地位に執着しているような者が勝ちを掴めるはずがない」と悟るに至って肉体改造を行い、超魔生物と化した。それ以降は一切の慢心を捨て去り、心機一転ダイ打倒のみを志して戦いに臨むようになる。以後、武人として全力を尽くして強者にぶつかっていくようになった。肉体改造による影響で寿命を縮めてしまったものの、最期を迎えた自分がダイやバーンまで届くかどうか確かめたいという目標を持つ。
敵方でありながらもポップに比肩する成長を見せたキャラクターであり、原作者の三条は「ハドラーがこれほどの武人になろうとは想像もしていなかった」とコメントしている。

## 劇中の軌跡

### 魔王時代
膨大な魔力と屈強な肉体を誇り、魔力で支配した数々のモンスターを率いて地上の征服をはかる。宿敵であるアバンと何度も戦うが、両者とも殺すまでにいたらなかったことから、決着がつかなかったとも言える。なお、原作ではアバンとの戦いは部分的にしか描かれていないが、スピンオフ漫画『ドラゴンクエスト ダイの大冒険 勇者アバンと獄炎の魔王』（以下、『勇者アバンと獄炎の魔王』）などでは、より詳細に描かれている。作中で見られるアバンとの戦いは以下の通り。但し書きがない限り、原作での描写である。
カール城での初対戦
カール王国に現れ、「魔界の神への生贄」と称してフローラ王女を狙う。目的は地上侵略の布石として王国の希望であるフローラを殺害し、人々を絶望させて抵抗する力を奪うこと。ドラゴンなどの強力なモンスターを率いて王城に侵攻しフローラに迫り、彼女の護衛についていたロカたちを難なく一蹴する。しかし、当時カールの騎士団員であったアバンの奇策によりモンスターの同士討ちを誘発させられる。そしてハドラーはアバンと戦いを繰り広げ優位に立ち、イオナズンでとどめを刺そうとするがロカの奇襲によって片腕を落とされてしまい、使用不能になってしまう。最終的には未完成版アバンストラッシュによって撃退された。逃げ帰ったとはいえ、この時点では力量においてアバンを上回っており、今のままでは彼に勝てないと悟ったアバンはロカとともに修行の旅に出た。
『勇者アバンと獄炎の魔王』でも、第1話で同様の戦いが行われているが、直後、幹部であるブラス・バルトス・キギロ・ガンガディアに改めて指示を送る描写が追加されている。
『勇者アバンと獄炎の魔王』第2話以降
ブラスにデルムリン島にて、自身の邪気により破壊衝動に目覚めたモンスターの中から強者を育成させ魔王軍に加える任務につかせ、一方で他の幹部たちにアバンへの警戒をさせている。なお、こちらの漫画では、アバンとの対決以前の余裕からか、バルトスがヒュンケルを育成するのを許可するなどの面もみられる。
第3話では、部下からの報告を受け自ら出陣したキギロの行動を、ある程度予測していたかのような素振りを見せている。
「凍れる時間の秘法」の戦い
魔王を封じ込める秘策として、アバンは「凍れる時間の秘法」を使用。その時間稼ぎのためにはせ参じたブロキーナと、一騎打ちを展開する。そして、ブロキーナに気を取られているうちに「凍れる時間の秘法」によって封印された。しかし、術が不完全であったためアバンも凍ってしまい、痛み分けに終わる。そのまま一年以上の時が経過した。
ハドラー軍最後の戦い
やがて秘法の効果が無くなり復活を迎え、本拠地である地底魔城に乗り込んできたアバン一行との決戦が始まる。アバンとの一騎討ちに「無刀陣」を用いたカウンター版の「アバンストラッシュ」により敗れ、胴体を切断されたが直後にバーンの超魔力によって蘇生。裏切ったバルトスを粛正した後、力を蓄えるため、十数年の眠りについた。
魔王時代の技
勇者アバンと渡り合うだけの格闘能力を持ち、武器は使わず素手で武闘家のような戦い方をする。その力は、一発でドラゴンを殴り殺してしまうほどである。さらに、勇者アバンとの最終決戦では拳に暗黒闘気を込めた一撃を放つ「地獄の拳（ヘルズナックル）」という大技を見せている他、カール王城では、斬りかかっていったロカたちを掌から闘気のようなものを放って吹き飛ばす技も披露している。下記の地獄の爪は魔王時代は使っていない。後のヒムにも、似た戦闘スタイルをみせている。他、メラ系、ギラ系、イオ系などの炎、熱、爆裂系の魔法攻撃を使いこなし、イオナズンを切り札とする。

### 魔軍司令時代
357歳。アバンに倒された直後、大魔王バーンの力によって復活し、魔軍司令の地位を得る。ただしバーンの真の目的である「地上を消滅させて太陽の光を魔界にもたらす」事は教えられておらず、あくまでも手駒でしかなかった。十数年に渡る眠りで力を蓄えた後、活動を再開。デルムリン島でアバンを倒した後、さらなる脅威と判断したダイたちを悪魔の目玉を通してクロコダインに抹殺命令を出したのを始めとして執拗に狙うものの、敗北を重ね続ける。バーンから最後通告を受け、焦ってザボエラとともに騙し討ちを行うもダイたちに敗れて重傷を負い、初めて全てを捨てる覚悟で戦わなくては勝てないと悟る。ここに至ってハドラーはアバンの使徒を倒すために魔族の身体を捨てて、超魔生物へと変貌することを決心する。
この頃の彼は自己の保身に汲々としており、部下であるバランが竜の騎士であると知ると、いつ自分の地位を奪われるかと不安に駆られた。さらに、ダイも竜の騎士であるということが確実となり、いつバランとダイが力を合わせて自分を倒しにくるかと恐れていた。そのため、ダイの正体を知ってからもバランにはそれを隠し、彼には様々に口実をつけて勇者ダイ討伐に向かわせまいとしていた。元が魔王で自信家なだけに非常に感情的になりやすくもあり、アバンやキルバーンに皮肉を言われた際には簡単に激昂し、ポップのベギラマが自分のそれの威力を上回った際にも周章狼狽した。
アバンの使徒との戦いにおいては、アバンが相打ちを狙ってのメガンテで死亡した際には高笑いし、アバンのアストロンが解けていないダイたちに対しては、時間差のメラゾーマで焼き尽くそうとした。バルジ島でポップとマァムと対峙した際には、「アバンを死なせたのは自分ではなく、優しさとかいうサルにも劣る低次元な感情だ」と、嘲笑しながら言い放ち、2人を戦闘不能にした後、「マァムだけは助けてほしい」と哀願するポップに対し、なおさら面白がって彼の目の前でマァムをモズの早贄のように串刺しにして殺そうとまでした。また、ヒュンケルのグランドクルスを部下たちを盾にすることで致命傷を避けている。これらの残虐・狡猾を見せる一方で、アバンへの雪辱を果たしに来た際には単独で赴き、アバンと弟子たちの別れの時間を与えるという情けも見せる。ヒュンケルとの一騎討ちでは、憎らしくも互いの強さを認め合い、意識を失いながらも闘志は消えていなかったヒュンケルの攻撃で敗れた際には、ヒュンケルを称えた。
主な武器は、オリハルコン以外では地上最強といわれる鎧の魔剣の素材をも貫く両手の甲から突き出る爪（骨）「地獄の爪（ヘルズクロー）」。また心臓が左右に一つずつあり、片方を潰されても活動可能である（魔王時代からの体質かは不明）。ヒュンケル戦では心臓を2つ（左心臓はブラッディースクライド、右心臓は魔剣を兜に付けたままでの攻撃）とも潰されたが、バーンの暗黒闘気によって蘇生した。
魔軍司令時代の技
爪と鞭を駆使した格闘技と呪文が中心で基本的には力押しで来る。これといった必殺技などは披露していないがその能力は高く、バルジ島ではヒュンケルとほぼ互角に戦い、ヒュンケルの鎧をも貫く強度を持つ。さらに、火炎・爆裂・閃熱呪文全般と魔王時代から切り札であったイオナズンと相手を焼き尽くすまで消えない地獄の炎と豪語するメラに加え、アバンを倒した褒賞として、バーンから新しい肉体を与えられた際にベギラゴンを習得し、3系統を極めている。また、アバンやポップのベギラマをまともに浴びたり、バダックの作った爆弾の爆発に巻き込まれても全く無傷であるなど、高熱や爆発に対して高い耐性を持つ。

### 超魔生物（親衛騎団王）時代
超魔生物ザムザにおける「超魔生物状態で呪文が使えない」欠点を克服するため、超魔生物から魔族の姿に戻れる機能を排除した上で、自分自身を超魔生物に改造した。武器は「地獄の爪」に加えて、右腕に仕込んだ「覇者の剣」や腕に内蔵された武器・刃が連なった鎖状の「地獄の鎖（ヘルズチェーン）」も振るう。
超魔生物化したことで肉体的に強化されたばかりでなく、宿敵であるダイたちを倒すという強い決意によって、それまでの精神的な脆さが克服され、結果として大幅に戦闘能力が向上した。また心境の変化は、その後に禁呪法で生み出したハドラー親衛騎団にも反映され、強大な敵としてアバンの使徒の前に立ちふさがる事となる。しかし、急激なパワーアップは代償として生命力を著しく消耗し、残り短い命を覚悟した彼はバーンパレスに乗り込んできたダイとバラン親子との決着をつけるべく、二人の前に立ちはだかった。
竜の騎士二人を相手に一歩も引かない戦いぶりを見せるハドラーだったが、激しい戦いの中で、その身体から「黒の核晶（コア）」が露出する。それは死の淵から蘇ったとき、バーンにより「万一のため」として埋め込まれたもので、本人も知らないまま（改造をした当人のザボエラは平然と無視し、改造されたハドラー、改造を知るミストバーンはコアを埋め込まれていると知らなかった）超魔生物になったことが原因で、作動寸前の危険な状態になっていた。爆発を恐れて十分に戦えない二人に対して優勢に戦うハドラーだが、傷つき倒れたダイを守るために竜魔人化したバランに圧倒され、体内から黒の核晶を引きずり出される。そのとき初めて自分の中に黒の核晶が埋め込まれていたことを知り、そして全身全霊で臨んだ宿敵との戦いを汚され、生命を賭した誇りが踏みにじられたことを悟り、血涙を流して咆哮した。そこへ追い討ちをかけるように、バランが黒の核晶の起爆を抑え込んでいるところへミストバーンが現れ、黒の核晶を作動させてしまう。ミストバーンが素顔を見せることの重大性を知るハドラーは、彼の行動がバーンの勅命であること、そして、バーンがもはやバランやダイはおろか自分も生かしておく気が無いことを理解し、完全に切り捨てられたことを悟る。そのまま黒の核晶の大爆発に巻き込まれ、戦いの場にポップたちが駆けつけた際には行方も生死も不明となっていた。
その後、死亡としたと思われていたが自力で死の淵から復活し、更なるパワーアップを果たす。バーンに捨て駒同然に扱われ、自らの生き甲斐を否定された形となったハドラーは、バーン戦で絶体絶命の窮地に陥っていたポップ達を逃がし、バーンと一戦交える。先のダイ達との戦いで魔法力を消耗していたバーンと互角以上に戦い、必殺技の超魔爆炎覇で切りかかるあと一歩のところまで迫ったが、ザボエラの魔力で拘束されて形勢逆転、止めを刺される寸前まで追い詰められてしまう。しかしブロックが助けに入ってすんでの所でハドラーと入れ替わったため窮地を脱し、結果バーンとは袂を分かつ。心臓よりも重要な核となっていた黒の核晶を失ったことで、いかなる回復呪文も受け付けない朽ちてゆくだけの魔獣の体となったハドラーは、自分を捨てたバーンに再び忠誠を誓う気にもなれず、かといってアバンを殺した事に後ろめたさを感じてダイ一行の味方も出来なかったため、それならばと残り短い命で、ライバルのダイと完全決着を着けることを決める。
その後、バーンを倒すために大魔宮へと再突入したダイの前に立ち塞がり、バーンに対して「自分の最後の戦いをとくと見よ。ただし何人も手出し無用」と口上を述べ、正々堂々と真っ向からダイに最後の決戦を挑む。始めはアバンストラッシュA（アロー）とB（ブレイク）を合わせた新必殺技「アバンストラッシュX（クロス）」で覇者の剣を破壊され倒れるも立ち上がり、己の生命力を折れた剣に流し刃とする「生命の剣」で最後の一戦を挑む。ダイがバランの技である「ギガブレイク」で来ると見て己の命を振り絞った超魔爆炎覇を放つが、皮肉にもダイが放った最後の技はバランとアバンの技の特性を合わせたとも言える新必殺技だった。今度こそ完全敗北し、力尽きて動けなくなったところでダイ、ポップと共にキルバーンのキル・トラップにかかってしまう。最後の力を振り絞ってなんとかダイだけは脱出させたものの、ハドラーを見捨てることを躊躇って脱出が遅れてしまったポップと共に、もはや絶体絶命の窮地に陥ってしまった。しかし、もはや最後かと思われた瞬間、死んだと思われていたアバンの破邪の秘法に救われた。その直後、アバンを狙って現れたキルバーンに地獄の爪（ヘルズクロー）を打ち込み、最後の力でかつての宿敵であるアバンを救った。そして、バーンの脅威を伝えてダイたちを導くように伝え、彼の腕の中で自らの生涯に満足しながら灰となって散った。
なお、このとき死を看取ったアバンにはその灰が付着しており、それは後のキルバーン戦においてアバンを救う非常に重要な役割を担うことになる。そしてアバンを救った後、舞い散る灰がハドラーの顔の形を成し、アバンと最期に対面した後、虚空へと消えていった。
この頃のハドラーにとって宿敵アバンの存在は生涯を懸けて超えるべき目標であり、「俺はアバンを倒しただけで勝ったわけではなかった」「このままアバンに負けっぱなしで死ぬのは我慢ならない」と苦笑を浮かべながら部下達に語っている。カール王国以来、戦い続けたアバン本人についてもその実力や人格も認めるようになり、その弟子達のあり方にも直弟子のダイ達以上の理解と拘りを持っていく。超魔生物への改造についても保身しか考えない者では勝てないという悟りを「これはお前達の師が俺にも遺した教訓」と称し、その弟子であるダイ達にも単純な魔王軍の敵以上に生涯の好敵手が育てた戦士として拘りも見せており、その志をダイ達にも説いたことがある。また、独断でダイを襲撃したザボエラを処刑せず魔牢へ幽閉するにとどめるなど、かつての残虐さはなりを潜めている。ポップとともにキル・トラップに取り残された際には、自分のために彼が脱出できなかったことを悔やんで落涙し、「この素晴らしい男だけは殺さないで欲しい」と生まれて初めて神に祈った。そして、アバンが生きて帰ってきたことと、その腕の中で最期を迎えられることに心から感謝し、「人間の神もなかなか粋な奴のようだ」と語りながら消えゆく彼に、ポップは「まぎれもなく自分たちの仲間だった」と言葉を贈った。
超魔生物時代の技
魔軍司令時代の技をそのまま使う。ただし身体能力は飛躍的に向上。超魔生物としての肉体の再生能力も身につけていたが、黒の核晶を摘出した後はその能力を失う。他に地獄の鎖（ヘルズチェーン）、魔炎気による攻撃、右腕の覇者の剣に魔炎気を纏わせ敵を斬る超魔爆炎覇がある。ダイとの最終決戦では、自身の命を糧とすることで形成される「生命の剣」による超魔爆炎覇を放った。
元々高かった高熱への耐性も、魔炎気を発する超魔生物細胞となったことでさらに向上。

## 技
禁呪法
あまりに卑怯なために使うのを禁じられていて、使うと魔法使いの間で仲間外れにされるという呪法。ここでは、ハドラーが使った、物質に意思と人の形を与える禁断の呪法をさす。これによって生み出された禁呪法生命体は、術者の精神が反映された意思を持つ。禁呪法生命体は体内のいずこかにある核（コア）を破壊する、あるいは術者が死なない限り生き続けることができる。魔族時代のハドラーが生み出したフレイザードが狡猾で残忍かつ名誉欲に凝り固まった性格であり、親衛騎団のメンバーが騎士道精神と仲間意識や絆を重んじた性格であることは、それぞれを生み出した際のハドラーの精神状態を如実に表した例と言える。ただし、魔軍司令時代のハドラーにあった残虐性や執着心を残していたフェンブレンのように、術者の性格の表に出ていない部分が反映される場合もたまにある。核は、フレイザードの場合は胴の中央付近に、ハドラー親衛騎団の場合は人間で言う心臓に相当する部分にある。魔王時代から使えた呪法でありバルトスやグランナードもこの術で生み出している。
超魔爆炎覇（ちょうまばくえんは）
超魔生物になってからの必殺技。炎の暗黒闘気「魔炎気」を操り、それを右手の覇者の剣と身体に纏わせ、魔法剣に似た形にして敵に突進し叩き込む。バランのギガブレイクに劣らぬ凄まじい破壊力を誇り、喰らった相手は爆発と共に吹っ飛ぶ。また相手は、技の出だしに放つ超高熱をまともに受けるために身動きが取れなくなる。ただし「魔炎気」は使用すれば自身の肉体をも傷つけるというデメリットがある為、使用するたびに自身の肉体もダメージを受けるというリスクがある。
『ドラクエモンスターズ スーパーライト』では「真・超魔爆炎覇」という技が存在する。
生命の剣
アバンストラッシュXによって折られた覇者の剣に生命力を流して、闘気の剣として作り上げた一振り。

## 補足
テレビアニメ放映前に上映された劇場版『ドラゴンクエスト ダイの大冒険』のハドラーは「6本腕の赤い邪神像」となっており、姿もキャラクター設定も大きく異なるが、声はテレビアニメと同じく青野武である。